# Нельсон, Джин
Леандер Юджин Берг (англ. Leander Eugene Berg; 24 марта 1920[…], Сиэтл, Вашингтон — 16 сентября 1996[…], Лос-Анджелес, Калифорния) — американский актёр, танцор и режиссёр, лауреат премии «Золотой глобус».

## Биография
Родился 24 марта 1920 года в Астории, штат Орегон. Он и его семья переехали в Сиэтл, когда ему был один год. Стать танцором его вдохновило в детстве то, что он смотрел фильмы с Фредом Астером. После службы в армии во время Второй мировой войны, во время которой он также сыграл в мюзикле «Это армия», Нельсон получил свою первую роль на Бродвее в фильме «Прислушайся». Его выступление принесло Всемирную театральную премию. Он также появился на сцене в «Хороших новостях». Давней профессиональной партнершей Нельсона по танцам в 1950-х годах была актриса Джоанн Дин Киллингсворт .
Нельсон снялся вместе с Дорис Дэй в «Колыбельной Бродвея» в 1951 году. Он сыграл Уилла Паркера в фильме «Оклахома!».
Нельсон появился 17 марта 1960 года в эпизоде сериала «Ты ставишь на кон свою жизнь», ведущим которого был Граучо Маркс]. Он и дочь Граучо, Мелинда, вместе исполнили танцевальный номер.
Нельсон был режиссером восьми эпизодов «Стрелка» в сезоне 1961/62 годов. Он также выступил режиссёром эпизодов оригинального Стар Трека, я мечтаю о Джинни (первый сезон). Нельсон был режиссёром фильмов Элвиса Пресли «Целующиеся кузены» (1964), для которых он также написал сценарий. За сценарий «Целующихся кузенов» он был номинирован на премию Гильдии сценаристов Америки в номинации «Лучший сценарий мюзикла». В конце 1980-х годов он преподавал на факультете театрального искусства Государственного университета Сан-Франциско.
Он сыграл роль Бадди в бродвейском мюзикле 1971 года «Безумства», за который в 1972 году был номинирован на премию «Тони» как исполнитель главной роли в мюзикле. В постановке использовалась партитура Стивена Сондхейма, режиссёрами выступили Майкл Беннетт и Гарольд Принс, а в главных ролях снялись Алексис Смит и Дороти Коллинз.
В 1990 году за вклад в киноиндустрию Нельсон был включен в список на Голливудской аллее славы. Его звезда находится на Голливудском бульваре 7005.
Скончался 16 сентября 1996 года в Лос-Анджелесе в возрасте 76 лет от рака.